# Marita Hilliges
Marita Hilliges, född 27 november 1963 i Högalids församling, Stockholm. är en svensk tandläkare, neurolog och akademisk ledare. 
Marita Hilliges utbildade sig efter Adolf Fredriks musikskola 1983–1988 till tandläkare vid Karolinska Institutet. År 1997 disputerade hon på avhandlingen ”Studies on nerve terminations in human mucosa and skin” och utnämndes till docent i vävnadsbiologi vid Karolinska Institutet 2002. Hon arbetade därefter vid Karolinska Institutet med postdoc-perioder vid Friedrich-Alexander-Universität Erlangen-Nürnberg, Tyskland, Rikshospitalet i Oslo, Norge och Akademiska sjukhuset, Uppsala 1994–2002. 
År 2002 anställdes Hilliges som universitetslektor vid Högskolan i Halmstad och var chef för verksamhetsområdet naturvetenskap vid sektionen för ekonomi och teknik 2003–2006. Åren 2006-2010 var hon prorektor.. Hon utnämndes till professor i neurovetenskap 2008.
Hon var  rektor vid Högskolan Dalarna 2010-2017.